# Podochilus muricatus
Podochilus muricatus är en orkidéart som först beskrevs av Johannes Elias Teijsmann och Simon Binnendijk, och fick sitt nu gällande namn av Rudolf Schlechter. Podochilus muricatus ingår i släktet Podochilus och familjen orkidéer. Inga underarter finns listade i Catalogue of Life.